# Magyar női vízilabda-válogatott
A magyar női vízilabda-válogatott Magyarország nemzeti csapata, amelyet a Magyar Vízilabda-szövetség irányít. Kétszeres világbajnok és háromszoros Európa-bajnok. Ördög Éva 1982-ben szervezte meg az első magyarországi női pólócsapatot a Vasasnál, majd már a felnőtt nemzeti együttes egyik edzőjeként dirigálta a lányokat az első hivatalos nemzetközi mérkőzésen, 1984-ben az NSZK legjobbjai ellen.
Első nemzetközi sikerét 1985-ben érte el, amikor a válogatott ezüstérmesként zárt az Európa-bajnokságon. Ördög Éva 1991-ben hunyt el.

## Jelenlegi keret
A válogatott kerete a 2025-ös női világbajnokságon
| 01                               | Neszmély Boglárka     | K | Ferencvárosi TC          | 2003. augusztus 27. (21 évesen) | 041 |
| 07                               | Dömsödi Dalma         |   | BVSC                     | 2003. január 26. (22 évesen)    | 024 |
| 11                               | Faragó Kamilla        |   | UVSE                     | 2000. november 22. (24 évesen)  | 081 |
| 12                               | Garda Krisztina       |   | Dunaújvárosi Főiskola VE | 1994. július 16. (30 évesen)    | 219 |
| 15                               | Hajdú Kata            |   | UVSE                     | 2006. március 27. (19 évesen)   | 033 |
| 08                               | Keszthelyi Rita       |   | CN Sabadell              | 1991. december 10. (33 évesen)  | 364 |
| 09                               | Leimeter Dóra         |   | Ferencvárosi TC          | 1996. május 8. (29 évesen)      | 171 |
| 05                               | Peresztegi Nagy Kinga |   | UVSE                     | 2001. október 11. (23 évesen)   | 027 |
| 10                               | Rybanska Natasa       |   | Álimosz                  | 2000. április 10. (25 évesen)   | 133 |
| 06                               | Sümegi Nóra           |   | Dunaújvárosi Főiskola VE | 2003. július 2. (22 évesen)     | 010 |
| 02                               | Szilágyi Dorottya     |   | Egri VK                  | 1996. november 10. (28 évesen)  | 192 |
| 14                               | Tiba Panna            |   | UVSE                     | 2007. május 22. (18 évesen)     | 023 |
| 03                               | Vályi Vanda           |   | Ferencvárosi TC          | 1999. augusztus 13. (25 évesen) | 150 |
| 04                               | Varró Eszter          |   | UCLA                     | 2006. február 20. (19 évesen)   | 012 |
| 13                               | Torma Luca            | K | Egri VK                  | 2006. november 21. (18 évesen)  | 07  |
| Szövetségi kapitány: Cseh Sándor |                       |   |                          |                                 |     |

## Eredmények

### Olimpiai játékok
A 2000. évi nyári olimpiai játékokra nem jutott ki a magyar válogatott, így a lehetséges hatból eddig öt olimpián vett részt, és egy bronzérmet szerzett.
| Olimpia              | Helyezés | Szövetségi kapitány         | A magyar válogatott tagjai |
| 2004, Athén          | 6.       | Faragó Tamás                | Drávucz Rita, Györe Anett, Kisteleki Dóra, Pelle Anikó, Primász Ágnes, Sós Ildikó, Stieber Mercédesz, Szremkó Krisztina, Tiba Zsuzsanna, Tóth II. Andrea, Valkai Ágnes, Valkai Erzsébet, Zantleitner Krisztina           |
| 2008, Peking         | 4.       | Godova Gábor                | Brávik Fruzsina, Drávucz Rita, Györe Anett, Horváth Patrícia, Kisteleki Dóra, Pelle Anikó, Primász Ágnes, Stieber Mercédesz, Szremkó Krisztina, Takács Orsolya, Valkai Ágnes, Zantleitner Krisztina, Zirighné Sós Ildikó |
| 2012, London         | 4.       | Merész András               | Antal Dóra, Bolonyai Flóra, Bujka Barbara, Czigány Dóra, Csabai Dóra, Drávucz Rita, Gangl Edina, Keszthelyi Rita, Kisteleki Hanna, Menczinger Katalin, Szűcs Gabriella, Takács Orsolya, Tóth Ildikó                      |
| 2016, Rio de Janeiro | 4.       | Bíró Attila                 | Antal Dóra, Bujka Barbara, Czigány Dóra, Csabai Dóra, Gangl Edina, Garda Krisztina, Illés Anna, Kasó Orsolya, Keszthelyi Rita, Kisteleki Hanna, Szűcs Gabriella, Takács Orsolya, Tóth Ildikó                             |
| 2020, Tokió          | Bronz    | Bíró Attila                 | Gangl Edina, Garda Krisztina, Gurisatti Gréta, Gyöngyössy Anikó, Illés Anna, Keszthelyi Rita, Leimeter Dóra, Magyari Alda, Parkes Rebecca, Rybanska Natasa, Szilágyi Dorottya, Szücs Gabriella, Vályi Vanda              |
| 2024, Párizs         | 5.       | Mihók Attila és Cseh Sándor | Faragó Kamilla, Garda Krisztina, Gurisatti Gréta, Horváth Brigitta, Keszthelyi Rita, Leimeter Dóra, Magyari Alda, Géraldine Mahieu, Neszmély Boglárka, Parkes Rebecca, Rybanska Natasa, Szilágyi Dorottya, Vályi Vanda   |

### Világbajnokság
| Világbajnokság  | Helyezés | Szövetségi kapitány         | A magyar válogatott tagjai |
| --------------- | -------- | --------------------------- | --- |
| 1986, Madrid    | 5.       | Konrád János                | Dancsa Katalin, Dénes Andrea, Eke Andrea, Ernst Ágnes, Gallov Gabriella, Huff Zsuzsanna, Kertész Zsuzsa, Kókai Ildikó, Rafael Irén, Schäffer Zsuzsa, Sedlmayer Ildikó, Szalkay Orsolya, Várkonyi Gabriella                                          |
| 1991, Perth     | 4.       | Tóth Gyula                  | Bajusz Andrea, Dancsa Katalin, Eke Andrea, Huff Zsuzsanna, Kertész Zsuzsa, Nagy Katalin, Rafael Irén, Rónaszéki Ildikó, Stieber Mercédesz, Szalkay Orsolya, Takács Ildikó, Vincze Edit                                                              |
| 1994, Róma      |          | Tóth Gyula                  | Dunkel Zsuzsanna, Dancsa Katalin, Eke Andrea, Huff Zsuzsanna, Takács Ildikó, Rafael Irén, Rédei Katalin, Sipos Edit, Stieber Mercédesz, Szalkay Orsolya, Szremkó Krisztina, Tóth Gabriella, Tóth Noémi                                              |
| 1998, Perth     | 7.       | Tóth Gyula                  | Drávucz Rita, Raffael Irén, Pelle Anikó, Rédei Kata, Sipos Edit, Sós Ildikó, Stieber Mercédesz, Szalkay Orsolya, Szremkó Krisztina, Tiborcz Lilla, Tóth Gabriella, Tóth Noémi, Valkai Erzsébet                                                      |
| 2001, Fukuoka   |          | Faragó Tamás                | Dancsa Katalin, Drávucz Rita, Pelle Anikó, Primász Ágnes, Rédei Kata, Sipos Edit, Sós Ildikó, Stieber Mercédesz, Szép Brigitta, Szremkó Krisztina, Tiba Zsuzsanna, Valkai Ágnes, Valkai Erzsébet                                                    |
| 2003, Barcelona | 5.       | Faragó Tamás                | Drávucz Rita, Györe Anett, Horváth Patrícia, Kisteleki Dóra, Prímász Ágnes, Rédei Kata, Sós Ildikó, Pelle Anikó, Stieber Mercédesz, Szremkó Krisztina, Tiba Zsuzsanna, Valkai Ágnes, Valkai Erzsébet                                                |
| 2005, Montréal  |          | Faragó Tamás                | Benkő Tímea, Brávik Fruzsina, Drávucz Rita, Horváth Patrícia, Kisteleki Dóra, Pelle Anikó, Serfőző Krisztina, Stieber Mercédesz, Takács Orsolya, Tomaskovics Eszter, Tóth I. Andrea, Valkai Ágnes, Zantleitner Krisztina                            |
| 2007, Melbourne | 4.       | Godova Gábor                | Brávik Fruzsina, Benkő Tímea, Brávik Henrietta, Bujka Barbara, Györe Anett, Horváth Patrícia, Pelle Anikó, Prímász Ágnes, Stieber Mercédesz, Takács Orsolya, Tomaskovics Eszter, Valkai Ágnes, Zantleitner Krisztina                                |
| 2009, Róma      | 7.       | Petrovics Mátyás            | Brávik Fruzsina, Drávucz Rita, Gyöngyössy Anikó, Horváth Patrícia, Keszthelyi Rita, Kisteleki Dóra, Pelle Anikó, Poszkoli Rita, Szűcs Gabriella, Takács Orsolya, Tomaskovics Eszter, Tóth Ildikó, Valkai Ágnes                                      |
| 2011, Sanghaj   | 9.       | Merész András               | Antal Dóra, Bujka Barbara, Czigány Dóra, Drávucz Rita, Gangl Edina, Illés Anna, Kasó Orsolya, Keszthelyi Rita, Menczinger Katalin, Poszkoli Rita, Szűcs Gabriella, Takács Orsolya, Tóth Ildikó                                                      |
| 2013, Barcelona |          | Merész András               | Bolonyai Flóra, Antal Dóra, Bujka Barbara, Garda Krisztina, Illés Anna, Kasó Orsolya, Keszthelyi Rita, Kisteleki Dóra, Menczinger Katalin, Miskolczi Ibolya Kitti, Szűcs Gabriella, Takács Orsolya, Tóth Ildikó                                     |
| 2015, Kazan     | 9.       | Merész András               | Bolonyai Flóra, Antal Dóra, Bujka Barbara, Czigány Dóra, Gangl Edina, Garda Krisztina, Illés Anna, Keszthelyi Rita, Kisteleki Dóra, Menczinger Katalin, Szűcs Gabriella, Takács Orsolya, Tóth Ildikó                                                |
| 2017, Budapest  | 5.       | Bíró Attila                 | Antal Dóra, Bujka Barbara, Czigány Dóra, Csabai Dóra, Gangl Edina, Gurisatti Gréta, Illés Anna, Kasó Orsolya, Keszthelyi Rita, Szilágyi Dorottya, Szűcs Gabriella, Takács Orsolya, Tóth Ildikó                                                      |
| 2019, Kvangdzsu | 4.       | Bíró Attila                 | Csabai Dóra, Gangl Edina, Gurisatti Gréta, Gyöngyössy Anikó, Horváth Brigitta, Illés Anna, Keszthelyi Rita, Leimeter Dóra, Magyari Alda, Rybanska Natasa, Parkes Rebecca, Szilágyi Dorottya, Vályi Vanda                                            |
| 2022, Budapest  |          | Bíró Attila                 | Gangl Edina, Szilágyi Dorottya, Vályi Vanda, Gurisatti Gréta, Máté Zsuzsanna, Parkes Rebecca, Géraldine Mahieu, Keszthelyi Rita, Leimeter Dóra, Rybanska Natasa, Faragó Kamilla, Garda Krisztina, Magyari Alda                                      |
| 2023, Fukuoka   | 6.       | Bíró Attila                 | Dömsödi Dalma, Faragó Kamilla, Garda Krisztina, Gurisatti Gréta, Hajdú Kata, Leimeter Dóra, Magyari Alda, Géraldine Mahieu, Máté Zsuzsanna, Keszthelyi Rita, Neszmély Boglárka, Parkes Rebecca, Rybanska Natasa, Szilágyi Dorottya, Vályi Vanda     |
| 2024, Doha      |          | Mihók Attila és Cseh Sándor | Faragó Kamilla, Garda Krisztina, Gurisatti Gréta, Horváth Brigitta, Keszthelyi Rita, Kuna Szonja, Leimeter Dóra, Magyari Alda, Géraldine Mahieu, Máté Zsuzsanna, Neszmély Boglárka, Parkes Rebecca, Rybanska Natasa, Szilágyi Dorottya, Vályi Vanda |
| 2025, Szingapúr |          | Cseh Sándor                 | Neszmély Boglárka, Torma Luca – Dömsödi Dalma, Faragó Kamilla, Garda Krisztina, Hajdú Kata, Keszthelyi Rita, Leimeter Dóra, Peresztegi Nagy Kinga, Rybanska Natasa, Sümegi Nóra, Szilágyi Dorottya, Tiba Panna, Vályi Vanda, Varró Eszter           |

### Európa-bajnokság
| Európa-bajnokság | Helyezés | Szövetségi kapitány      | A magyar válogatott tagjai |
| ---------------- | -------- | ------------------------ | --- |
| 1985, Oslo       |          | Konrád János             | Dancsa Katalin, Dénes Andrea, Eke Andrea, Ernst Ágnes, Gallov Gabriella, Huff Zsuzsanna, Justin Viktória, Kertész Zsuzsa, Kókai Ildikó, Miklósfalvi Éva, Orbán Gabriella, Rafael Irén, Schäffer Zsuzsa, Sedlmayer Ildikó, Várkonyi Gabriella           |
| 1987, Strasbourg |          | Konrád János             | Dancsa Katalin, Dénes Andrea, Eke Andrea, Ernst Ágnes, Gallov Gabriella, Huff Zsuzsanna, Justin Viktória, Kertész Zsuzsa, Kiss Dorottya, Kókai Ildikó, Rafael Irén, Szalkay Orsolya, Vincze Edit                                                       |
| 1989, Bonn       |          | Konrád János             | Bajusz Andrea, Dancsa Katalin, Dénes Andrea, Eke Andrea, Ernst Ágnes, Huff Zsuzsanna, Kertész Zsuzsa, Kókai Ildikó, Rafael Irén, Stieber Mercédesz, Szalkay Orsolya, Várkonyi Gabriella, Vincze Edit                                                   |
| 1991, Athén      |          | Tóth Gyula               | Dancsa Katalin, Gruber Laura, Huff Zsuzsanna, Kertész Zsuzsa, Kókai Ildikó, Nagy Katalin, Rafael Irén, Rónaszéki Ildikó, Stieber Mercédesz, Szalkay Orsolya, Szamosi Csilla, Takács Ildikó, Tóth Noémi, Vincze Edit                                    |
| 1993, Leeds      |          | Tóth Gyula               | Dancsa Katalin, Eke Andrea, Kertész Zsuzsa, Konrád Mária, Nagy Katalin, Rafael Irén, Rónaszéki Ildikó, Stieber Mercédesz, Szalkay Orsolya, Szép Brigitta, Takács Ildikó, Tóth Gabriella, Tóth Noémi, Vincze Edit                                       |
| 1995, Bécs       |          | Tóth Gyula               | Eke Andrea, Kardos Krisztina, Pápai Márta, Pelle Anikó, Primász Ágnes, Rafael Irén, Rédei Katalin, Sipos Edit, Stieber Mercédesz, Szép Brigitta, Szremkó Krisztina, Tóth Gabriella, Tóth Noémi, Vincze Edit, Zantleitner Krisztina                     |
| 1997, Sevilla    | 5.       | Tóth Gyula               | Ábel Krisztina, Drávucz Rita, Pelle Anikó, Rafael Irén, Rédei Katalin, Sipos Edit, Soós Ildikó, Stieber Mercédesz, Szalkay Orsolya, Szremkó Krisztina, Tiborcz Lilla, Tóth Gabriella, Tóth Noémi, Valkai Erzsébet                                      |
| 1999, Prato      | 4.       | Tóth Gyula               | Ábel Krisztina, Drávucz Rita, Kádár Noémi, Kisteleki Dóra, Pelle Anikó, Primász Ágnes, Rédei Katalin, Sipos Edit, Soós Ildikó, Stieber Mercédesz, Szremkó Krisztina, Tóth Noémi, Valkai Ágnes, Valkay Erzsébet                                         |
| 2001, Budapest   |          | Faragó Tamás             | Dancsa Katalin, Drávucz Rita, Györe Anett, Pelle Anikó, Primász Ágnes, Rédei Katalin, Sipos Edit, Soós Ildikó, Stieber Mercédesz, Szép Brigitta, Szremkó Krisztina, Tiba Zsuzsanna, Tóth I. Andrea, Valkai Ágnes, Valkay Erzsébet                      |
| 2003, Ljubljana  |          | Faragó Tamás             | Benkő Tímea, Drávucz Rita, Györe Anett, Kisteleki Dóra, Pelle Anikó, Primász Ágnes, Sipos Edit, Soós Ildikó, Stieber Mercédesz, Szremkó Krisztina, Tiba Zsuzsanna, Tóth II. Andrea, Valkai Ágnes, Valkay Erzsébet, Zantleitner Krisztina               |
| 2006, Belgrád    |          | Szilágyi Péter           | Benkő Tímea, Brávik Fruzsina, Bujka Barbara, Drávucz Rita, Györe Anett, Horváth Patrícia, Pelle Anikó, Primász Ágnes, Stieber Mercédesz, Takács Orsolya, Tomaskovics Eszter, Tóth I. Andrea, Tóth II. Andrea, Valkai Ágnes, Zantleitner Krisztina      |
| 2008, Málaga     |          | Godova Gábor             | Brávik Fruzsina, Bujka Barbara, Drávucz Rita, Györe Anett, Horváth Patrícia, Kisteleki Dóra, Pelle Anikó, Primász Ágnes, Soós Ildikó, Stieber Mercédesz, Szremkó Krisztina, Takács Orsolya, Valkai Ágnes, Zantleitner Krisztina                        |
| 2010, Zágráb     | 5.       | Petrovics Mátyás         | Bujka Barbara, Drávucz Rita, Gyöngyössy Anikó, Kasó Orsolya, Keszthelyi Rita, Kisteleki Dóra, Kisteleki Hanna, Menczinger Katalin, Poszkoli Rita, Szűcs Gabriella, Takács Orsolya, Tóth Ildikó, Valkai Ágnes                                           |
| 2012, Eindhoven  |          | Merész András            | Antal Dóra, Bolonyai Flóra, Bujka Barbara, Csabai Dóra, Drávucz Rita, Gangl Edina, Illés Anna, Keszthelyi Rita, Kisteleki Hanna, Menczinger Katalin, Szűcs Gabriella, Takács Orsolya, Tóth Ildikó                                                      |
| 2014, Budapest   |          | Merész András            | Antal Dóra, Bolonyai Flóra, Bujka Barbara, Czigány Dóra, Csabai Dóra, Gangl Edina, Illés Anna, Keszthelyi Rita, Kisteleki Dóra, Kisteleki Hanna, Szűcs Gabriella, Takács Orsolya, Tóth Ildikó                                                          |
| 2016, Belgrád    |          | Bíró Attila              | Antal Dóra, Bujka Barbara, Czigány Dóra, Csabai Dóra, Garda Krisztina, Gangl Edina, Illés Anna, Kasó Orsolya, Keszthelyi Rita, Kisteleki Hanna, Szűcs Gabriella, Takács Orsolya, Tóth Ildikó                                                           |
| 2018, Barcelona  | 4.       | Bíró Attila              | Csabai Dóra, Gangl Edina, Garda Krisztina, Gurisatti Gréta, Gyöngyössy Anikó, Horváth Brigitta, Illés Anna, Keszthelyi Rita, Leimeter Dóra, Parkes Rebecca, Szilágyi Dorottya, Szűcs Gabriella, Tóth Eszter                                            |
| 2020, Budapest   |          | Bíró Attila              | Gangl Edina, Garda Krisztina, Gurisatti Gréta, Gyöngyössy Anikó, Illés Anna, Kasó Orsolya, Keszthelyi Rita, Leimeter Dóra, Máté Zsuzsanna, Parkes Rebecca, Rybanska Natasa, Szilágyi Dorottya, Vályi Vanda                                             |
| 2022, Split      | 5.       | Bíró Attila              | Dömsödi Dalma, Faragó Kamilla, Farkas Tamara, Garda Krisztina, Horváth Brigitta, Kiss Alexandra, Leimeter Dóra, Magyari Alda, Géraldine Mahieu, Máté Zsuzsanna, Parkes Rebecca, Peresztegi Nagy Kinga, Rybanska Natasa, Szilágyi Dorottya, Vályi Vanda |
| 2024, Eindhoven  | 5.       | Mihók Attila Cseh Sándor | Faragó Kamilla, Garda Krisztina, Gurisatti Gréta, Keszthelyi Rita, Kuna Szonja, Leimeter Dóra, Magyari Alda, Géraldine Mahieu, Neszmély Boglárka, Parkes Rebecca, Rybanska Natasa, Szabó Nikolett, Szilágyi Dorottya, Tiba Panna, Vályi Vanda          |

### Világkupa
- 1979
- 1980
- 1981
- 1983
- 1984
- 1988 2.
- 1989 3.
- 1991
- 1993 3.
- 1995 3.
- 1997
- 1999 4.
- 2002 1.
- 2006 5.
- 2010 6.
- 2014 5.
- 2018
- 2023 4.
- 2025 2. (Neszmély Boglárka, Torma Luca – Aubéli Tekla, Baksa Vanda, Dobi Dorina, Dömsödi Dalma, Faragó Kamilla, Garda Krisztina, Hajdú Kata, Leimeter Dóra, Peresztegi Nagy Kinga, Rybanska Natasa, Sümegi Nóra, Tiba Panna, Vályi Vanda

### Világliga
- 2004 2.
- 2005 4.
- 2006 nem indult
- 2007 selejtező
- 2008 nem indult
- 2009
- 2010 6.
- 2011
- 2012 selejtező
- 2013 4.
- 2014 selejtező
- 2015 selejtező
- 2016 selejtező
- 2017 4.
- 2018 selejtező
- 2019 6.
- 2020 2.
- 2022 2.

## Legtöbb mérkőzés
- Stieber Mercédesz 380[2]
- Keszthelyi Rita 364 (2025.07.10)[3]
- Takács Orsolya 319

## A válogatott edzői
A magyar női vízilabda-válogatott eddigi szövetségi kapitányai.
| Időszak   | Név                         |
| --------- | --------------------------- |
| 1985–1990 | Konrád János                |
| 1990–1991 | Pócsik Dénes                |
| 1991–2000 | Tóth Gyula                  |
| 2000–2005 | Faragó Tamás                |
| 2005–2006 | Szilágyi Péter              |
| 2006–2008 | Godova Gábor                |
| 2009–2010 | Petrovics Mátyás            |
| 2010–2015 | Merész András               |
| 2015–2023 | Bíró Attila                 |
| 2023–2024 | Mihók Attila és Cseh Sándor |
| 2024–     | Cseh Sándor                 |